# Calhoun (Georgia)
Calhoun város az USA Georgia államában. Lakosainak száma 16 949 fő (2020. április 1.).

## Népesség
A település népességének változása:

| 2010 | 15 650 |
| 2020 | 16 949 |